# Певелька
Певелька (пол. Pewelka) — село в Польщі, у гміні Стришава Суського повіту Малопольського воєводства.
Населення — 304 особи (2011).
У 1975—1998 роках село належало до Бельського воєводства.

## Географія
Селом протікає річка Курівка.

## Демографія
Демографічна структура станом на 31 березня 2011 року:
|          | Загалом | Допрацездатний вік | Працездатний вік | Постпрацездатний вік |
| -------- | ------- | ------------------ | ---------------- | -------------------- |
| Чоловіки | 145     | 26                 | 100              | 19                   |
| Жінки    | 159     | 29                 | 91               | 39                   |
| Разом    | 304     | 55                 | 191              | 58                   |